# Sankt Jakobs katedral, Šibenik
Sankt Jakobs katedral (kroatiska: katedrala svetog Jakova) är en romersk-katolsk katedral i Šibenik i Kroatien. Katedralen började byggas år 1404 och stod klar år 1555. Domen skadades svårt av JNA:s granatattacker i september 1991 under kroatiska självständighetskriget. Katedralen reparerades dock snabbt inom ett par år efter kriget.
Katedralen är sedan 2000 uppsatt på Unescos lista över världsarv.